# Annonacine
L'annonacine est une acétogénine présente dans des fruits tels que le cachiman ou « cœur de bœuf », le zat, le corossol  et d'autres de la famille des annonacées. Des études ont montré que la consommation régulière par des souris (3,8 et 7,6 mg/kg par jour pendant 28 jours) induit des lésions cérébrales semblables à celles de la paralysie supranucléaire progressive, ; un article de 2008 évoque cependant l'intérêt in vitro de cette molécule du point de vue de sa cytotoxicité et de son potentiel « antitumoral, pesticide, antipaludéen, anthelminthique, antiviral et antimicrobien ».
Des études montrent un lien entre la consommation de ces fruits et la maladie de Parkinson.